# Rötliche Dreizahnblattnase

Verbreitungsgebiet der Rötlichen Dreizahnblattnase

Die auf Madagaskar endemische Rötliche Dreizahnblattnase (Triaenops menamena) ist ein Fledertier in der Familie Rhinonycteridae. Bis zum Jahr 2009 hatte die Population den wissenschaftlichen Namen Triaenops rufus. Dieser war jedoch in einer älteren Beschreibung ein Synonym für die Persische Dreizahnblattnase (Triaenops persicus). Das Synonym hatte auch keine Beziehung zu den Exemplaren auf Madagaskar.

## Merkmale
Diese mittelgroße Fledermaus ist ohne Schwanz 56 bis 66 mm lang, die Schwanzlänge liegt bei 28 bis 35 mm und das Gewicht bei 6 bis 16 g. Es sind 56 bis 66 mm lange Unterarme und Ohren von 11 bis 16 mm Länge vorhanden. Die Fellfärbung ist mit braunen, rotbraunen, orangen oder graubraunen Tönen recht variabel. Typisch sind dunkelbraune Flughäute und braune zugespitzte Ohren. Wie bei anderen Gattungsvertretern hat das Nasenblatt eine hufeisenförmige Grundform und einen Aufsatz, der einem Dreizack ähnelt. Die Abweichungen zu anderen Triaenops-Arten liegen hauptsächlich in Details des Schädels und der Zähne.

## Verbreitung
Die Rötliche Dreizahnblattnase bewohnt den Norden, Westen und Süden Madagaskars. Sie hält sich im Flach- und Hochland bis 1300 Meter Höhe auf. Als Habitat dienen tropische Regenwälder und trockenere laubabwerfende Wälder.

## Lebensweise
Das Tagesversteck der nachtaktiven Exemplare sind Höhlen, die teilweise mit der Trousseart-Dreizahnblattnase (Paratriaenops furculus) geteilt werden. Die Jagd erfolgt hauptsächlich in der Abend- und Morgendämmerung an den Waldrändern. Dabei werden vorwiegend Schmetterlinge und teilweise andere fliegende Insekten, wie Termiten, Käfer oder Zweiflügler gefangen. Kurze Pausen können in Baumhöhlen verbracht werden. Die Rötliche Dreizahnblattnase hält weder Winterschlaf, noch nimmt sie einen torpiden Zustand ein. Die Rufe zur Echoortung sind 5 bis 14 Millisekunden lang. Sie erreichen bei Weibchen eine Frequenz von 94 kHz und bei Männchen von 84 kHz. Zur Fortpflanzung gibt es keine Angaben.

## Gefährdung
Gelegentlich wird die Rötliche Dreizahnblattnase als Bushmeat gejagt. Die geschätzte Gesamtpopulation ist mit 40.000 Exemplaren recht hoch. Die IUCN listet die Art als nicht gefährdet (least concern).